# 9609 Ponomarevalya
9609 Ponomarevalya (1992 QL2) là một tiểu hành tinh vành đai chính được phát hiện ngày 26 tháng 8 năm 1992 bởi L. I. Chernykh ở Đài vật lý thiên văn Crimean.